# Elecciones federales de México de 2015 en Quintana Roo
Las elecciones federales de México de 2015 en Quintana Roo se llevaron a cabo el domingo 7 de junio de 2015, y en ellas se renovaron los siguientes cargos de elección popular:
- 3 diputados federales. Miembros de la cámara baja del Congreso de la Unión. Tres elegidos por mayoría simple. Todos ellos electos para un periodo de tres años a partir del 1 de septiembre del 2015 con la posibilidad de reelección por hasta tres periodos adicionales.

## Resultados electorales

### Diputados Federales por Quintana Roo

#### Diputados Electos
| Candidato               | Partido | Distrito | Tipo de elección |
| ----------------------- | ------- | -------- | ---------------- |
| José Luís Toledo Medina |         | 1        | Mayoría relativa |
| Arlet Mólgora Glover    |         | 2        | Mayoría relativa |
| Remberto Estrada Barba  |         | 3        | Mayoría relativa |

#### Resultados
|  | 31.84 % |

|  | 13.25 % |

|  | 10.82 % |

|  | 9.94 % |

|  | 7.73 % |

|  | 5.12 % |

|  | 3.89 % |

|  | 3.36 % |

|  | 3.28 % |

|  | 2.66 % |

|  | 2.54 % |

|  | 5.37 % |

|  | 0.13 % |

|  | 100 % |

## Resultados por Distrito

### Distrito 1. Solidaridad
|  | 49.00 % |

|  | 13.95 % |

|  | 9.94 % |

|  | 5.46 % |

|  | 4.34 % |

|  | 3.94 % |

|  | 3.45 % |

|  | 2.80 % |

|  | 2.48 % |

|  | 5.38 % |

|  | 0.12 % |

|  | 100 % |

### Distrito 2. Othón P. Blanco
|  | 36.70 % |

|  | 13.32 % |

|  | 10.93 % |

|  | 10.23 % |

|  | 8.12 % |

|  | 5.15 % |

|  | 5.06 % |

|  | 2.57 % |

|  | 1.56 % |

|  | 1.50 % |

|  | 4.74 % |

|  | 0.07 % |

|  | 100 % |

### Distrito 3. Benito Juárez
|  | 38.17 % |

|  | 12.42 % |

|  | 11.66 % |

|  | 11.47 % |

|  | 7.70 % |

|  | 3.48 % |

|  | 3.30 % |

|  | 2.92 % |

|  | 2.28 % |

|  | 6.33 % |

|  | 0.23 % |

|  | 100 % |